# Faro di Belle Tout
Il faro di Belle Tout ("Belle Tout lighthouse" in inglese, scritto anche "Belle Toute" o "Bell Toot") è un faro in disuso situato a Beachy Head, nella contea di East Sussex in Gran Bretagna. È stato chiamato "il faro abitato più famoso della Gran Bretagna" a causa della sua posizione suggestiva e delle numerose apparizioni in film e produzioni televisive. L'edificio è classificato dall'English Heritage come "Grade II", ovvero "costruzione di speciale architettura o di interesse storico".

## Storia
Il promontorio di Beachy Head vide numerosi naufragi tra il XVII secolo e l'inizio del XVIII secolo.
Una leggenda narra che agli inizi del XIX secolo un parroco anglicano locale fu così sconvolto dall'elevato numero di vittime tra i marinai inconsapevoli naufragati sulle rocce sottostanti Beachy Head da decidere che la sua missione sarebbe stata salvarli: così si ricavò una stanza nella scogliera, collegata alla spiaggia sottostante tramite un tunnel ed una scala. Ogni notte appendeva la sua lampada all'ingresso della grotta, e vegliava fino all'alba per ascoltare le grida dei marinai in difficoltà. Secondo la leggenda, il parroco anglicano salvò la vita ad almeno 30 naufraghi, ma a causa dell'aria fredda proveniente dal mare si ammalò e mori di polmonite.
In realtà, già intorno al 1691 si fece una petizione per erigere un faro. Le richieste furogno ignorate per oltre 100 anni, fino a quanto il "Thames", un veliero classe "East Indiaman", si schiantò sugli scogli di Beachy Head. A seguito dell'incidente, un capitano della Royal Navy, che era scampato ad un disastro analogo, e John 'Mad Jack' Fuller, membro del parlamento del Sussex che assistette al naufragio, fecero pressione sulle autorità per accogliere la petizione. Grazie anche a questi interessamenti illustri, la Trinity House, l'autorità britannica dei fari, accettò finalmente di occuparsi della costruzione di un faro sul promontorio di Beachy Head.
Il primo faro di Belle Tout fu una struttura temporanea in legno che entrò in servizio il 1º ottobre 1828. La costruzione del faro permanente di granito iniziò nel 1829 ed il 11 ottobre 1834 il nuovo faro divenne operativo. La luce era generata da 30 lampade a petrolio che consumavano 2 galloni di olio ogni ora.
Il faro non ebbe il successo sperato, a causa di due grossi problemi che portarono a cercare una soluzione alternativa: la sua posizione lo rendeva soggetto ad essere oscurato dalla nebbia che si formava sopra la scogliera, inoltre le imbarcazioni che navigavano molto vicino alla costa potevano non vedere la luce del faro in quanto questa risultava nascosta dal bordo superiore della parete rocciosa. Comunque quest'ultimo problema venne in parte compensato dalla intensa erosione costiera che con gli anni, arretrando il margine della scogliera, portò la zona rocciosa sotto il faro a non essere più in ombra.

### Dopo la dismissione
Il faro di Belle Tout restò in servizio fino al 2 ottobre 1902, quando venne sostituito dal faro di Beachy Head, costruito ai piedi della scogliera. Trinity House vendette l'edificio nel 1903, che passò a diverse proprietà nel corso degli anni. Uno degli acquirenti fu Sir James Purves-Stewart, che costruì una strada di accesso e apportò alcuni aggiornamenti alla struttura.
Durante la seconda guerra mondiale l'edificio rimase vuoto; fu gravemente danneggiato, per errore, dal fuoco dell'artiglieria canadese, che durante un'esercitazione stava tirando ad alcune sagome in legno raffiguranti carri armati che risalivano la collina lungo rotaie poste ad est del faro. Le tracce della ferrovia sono ancora visibili in prossimità dell'edificio.
Nel 1986, la British Broadcasting Corporation (BBC) affittò il faro di Belle Tout per girare la Fiction televisiva "The Life and Loves of a She-Devil" ed un anno dopo apparve nel film "Agente 007 - Zona pericolo" ("The Living Daylights") della saga di James Bond. Dal 1996 il faro fu abitato da una famiglia, e rimesso in vendita nel 2007. Oggi comprende sei camere da letto e giardini recintati, la strada di accesso è ormai vicinissima al limite della scogliera.

### Lo spostamento
Nel 1835, l'anno successivo alla sua messa in servizio, la distanza dell'edificio dal limite della falesia era di 34 metri; in soli 55 anni l'erosione dovuta agli agenti atmosferici divorò ben 4 metri di roccia calcarea, e nel 1890 questa distanza si ridusse a 30m. Da qui al 1997 la parete rocciosa arretrò di altri 27 metri, riducendo pericolosamente la distanza dal limite della scogliera a soli 3 m, minacciando seriamente l'edificio che entro poco tempo sarebbe stato destinato a crollare in mare.
Il 12 gennaio 1999 si verificò il più grande crollo mai avvenuto a Beachy Head: migliaia di tonnellate di pietra calcarea si staccarono per riversarsi in mare rendendo evidente l'urgenza di mettere in sicurezza il faro.
Per salvare l'edificio storico, si dovette prendere una misura drastica: il 17 marzo 1999 con un notevole sforzo ingegnersitico, venne spostato 17 metri (50 piedi) verso l'interno. Il faro, pesante 850 tonnellate venne mosso grazie ad un innovativo sistema di martinetti idraulici che spinsero l'edificio lungo quattro travi di calcestruzzo dotate di piano di scorrimento in acciaio, costantemente lubrificato con grasso per tutta la durata dell'operazione. Il sito dovrebbe essere sicuro per molti anni, ma in fase di progetto dei lavori di rilocazione del fabbricato è stata prevista la possibilità di effettuare nuovi spostamenti in futuro.

## Belle Toute Lighthouse Preservation Trust
La "Belle Toute Lighthouse Preservation Trust" è una organizzazione no-profit fondata nel 2007 con l'obbiettivo di raccogliere i fondi per acquistare il faro ed aprirlo al pubblico come attrazione turistica con bed and breakfast. Nel 2008 il faro è stato tuttavia acquistato da un privato, che vi ha allestito un hotel aperto dalla fine del 2009. Cessato lo scopo iniziale, l'organizzazione è diventata "Belle Toute Lighthouse Information Resource", un'associazione culturale finalizzata alla valorizzazione culturale del sito.

## Nella cultura di massa
- Nel 1986 il faro di Belle Tout è stato sede delle riprese della fiction televisiva "The Life and Loves of a She-Devil" realizzata dalla British Broadcasting Corporation (BBC);
- Nel 1987 il faro di Belle Tout compare nel film "Agente 007 - Zona pericolo" ("The Living Daylights") della saga di James Bond, regia di John Glen;
- Il faro ha ispirato il brano "Belle Tout" della art-rock band britannica Subterraneans.
- Nel 1998 il faro appare nel film "B. Monkey - Una donna da salvare", un B-movie di Michael Radford;
- L'interno della round room (la camera circolare, una volta lanterna del faro) è stata ridisegnata dall'artista progettista d'interni Laurence Llewelyn-Bowen e mostrata nella popolare trasmissione televisiva Changing Rooms della BBC.